# Recao de Binéfar
El Recao de Binéfar se trata de un plato aragonés (Huesca) que se compone de judías blancas, patatas y arroz. Muy popular en las cocinas familiares del Alto Aragón. Fue el cocinero aragonés Teodoro Bardají quien hiciera pública la receta, La publicó en la revista culinaria denominada El Gorro Blanco en febrero de 1922. que lo dedicó a su pueblo natal de Binéfar.

## Etimología
El nombre proviene de la provisión que para el surtido de una casa se lleva diariamente del mercado a las tiendas. Se emplea la palabra recao para indicar todo lo necesario. 

## Características
Se trata de un guiso que en Huesca tiene denominación de "recao" y puede considerarse un comida completa. El elemento principal son judías blancas cocidas con ajo, al cocido resultante se le añade patata y una pequeña parte de arroz hasta que el caldo resultante sea caldoso. Se sirve caliente, recién hecho, en un punto medio entre caldoso y seco. Este plato constituye el primer plato del mediodía.